# Plaine de la Messará
La plaine de la Messará (en grec moderne : Μεσαρά) est une plaine de Crète, en Grèce. Elle s'étend sur près de 398 km2, sur environ 59 kilomètres de long et 7 kilomètres de large entre le massif de l'Ida au nord et le massif des Asteroússia dans le sud de l'île, et entre la mer de Libye à l'ouest et le massif de Dicté à l'est.

## Histoire
Fertile, la plaine de la Messará s'est retrouvée peuplée très tôt et fut témoin de la prospérité de plusieurs cités de Crète. Elle est entre autres, dominée par le site de Phaistos, mais des cités telles que Aghia Triada, Gortyne et Kommos (en) font aussi partie de la plaine de la Messará.

Entre -1500 et nos jours, la plaine se serait élevée par l'action des dépôts de sédiments. L'argile issue de la plaine a servi à un nombre considérable de poteries minoennes.

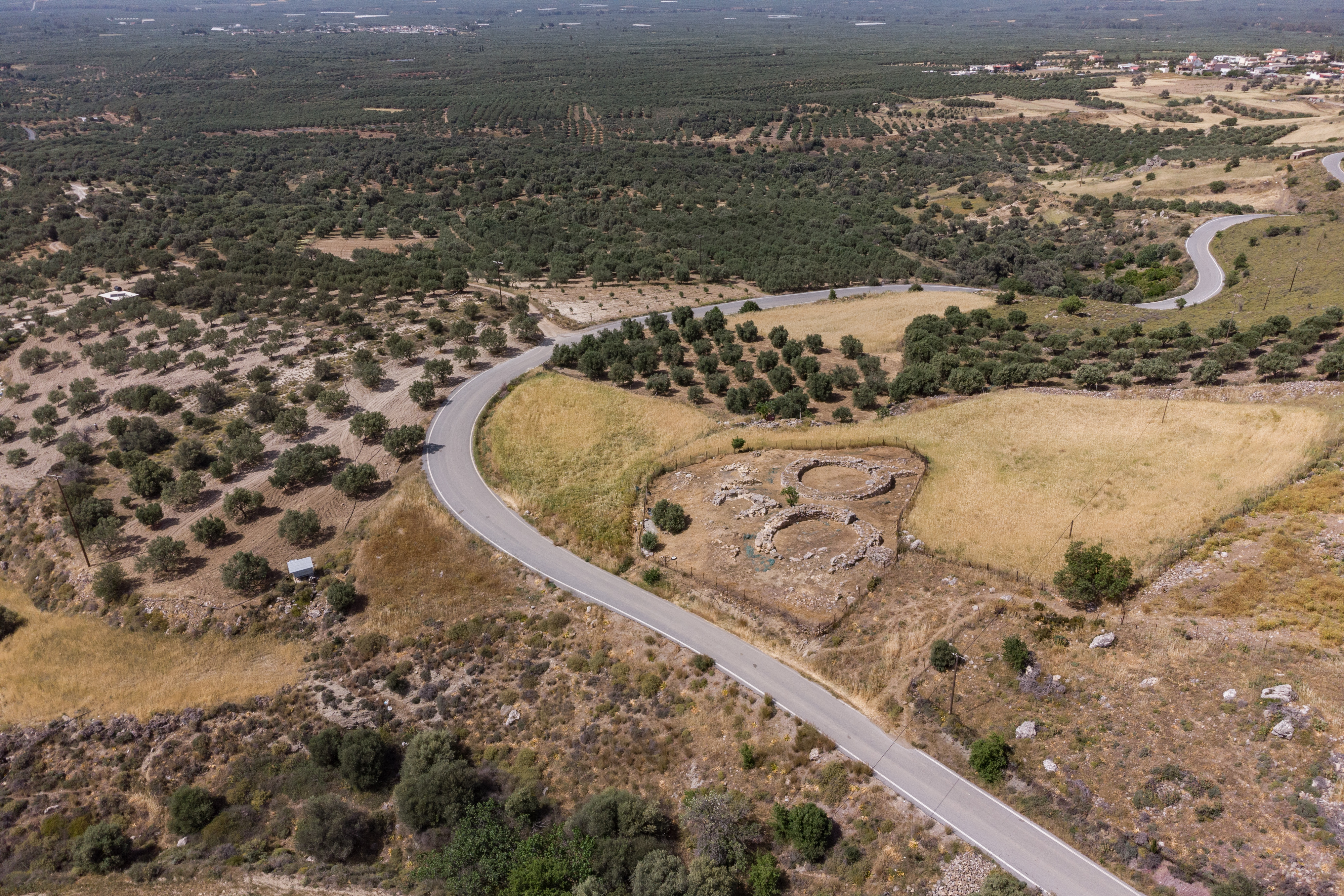
Cimetière minoen ancien de Koumássa, au sud de la plaine de la Messará
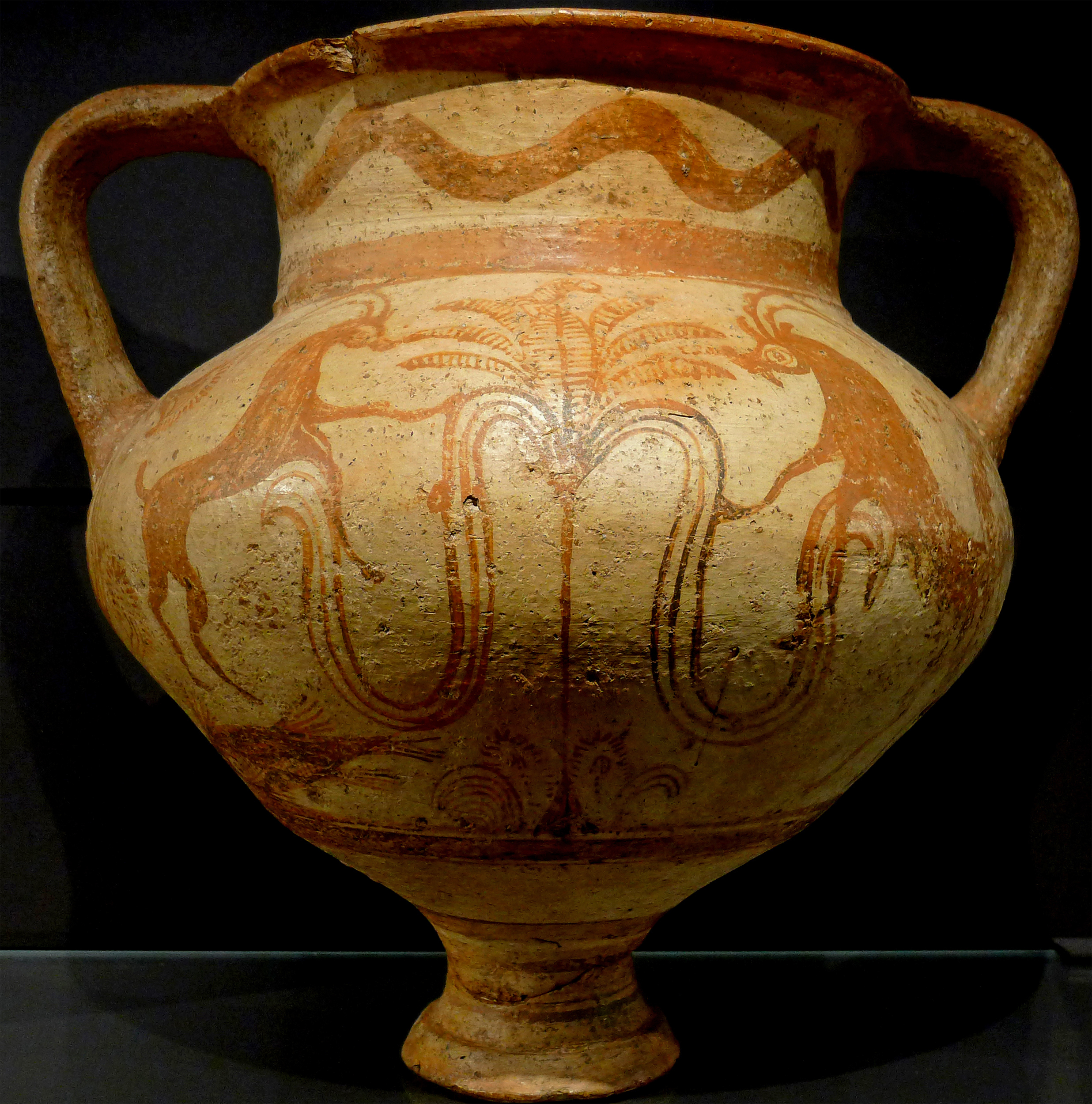
Cratère aux bouquetins, vers 1400-1200 av. J.-C.) trouvé à Ligórtynos (Musée du Louvre, CA883)

De nos jours, la plaine de la Messara est communément appelée le « verger de la Crète », de nombreux exploitations agricoles profitant de son sol fertile. La culture des céréales, abondante au XIXe siècle, est aujourd'hui remplacée par les oliveraies, la culture de la vigne et les serres,.